# الوندقلی
الوندقلی، روستایی از توابع بخش مرکزی شهرستان بیجار در استان کردستان ایران است.
فاصله روستای الوندقلی از مرکز شهر بیجار ۱۲ کیلومتر می باشد که متاسفانه ۳.۲ کیلومتر آن خاکی می باشد.معادن کارخانه سیمان کردستان و کارخانه آهک کردستان در محدوده این روستا می باشد.

## جمعیت
این روستا در دهستان حومه قرار دارد و براساس سرشماری مرکز آمار ایران در سال ۱۳۸۵، جمعیت آن ۱۱۷ نفر (۲۶خانوار) بوده‌است.